# ウィリアム・ブルム
ウィリアム・ブルム（William Blum、1933年 - 2018年12月9日）は、アメリカ合衆国の作家、歴史家、外交問題評論家。大学では会計学を学んでおり、1960年代半ばアメリカ合衆国国務省にてコンピュータ関連の部署に就く。当初は外交官を目指す反共派であったが、ベトナム戦争で幻滅するに至った。以降、アメリカ合衆国が行ってきた戦争犯罪・国家犯罪を次々と暴露している。ワシントンD.C.に在住していた。

## ジャーナリズム
1967年に国務省を退職すると、「ワシントン自由新聞社」の設立者兼編集者の1人となる。1969年には200名以上もの工作員の氏名と住所を収録した、中央情報局（CIA）の暴露本を上梓。アメリカ合衆国やヨーロッパ、南米でフリーランスのジャーナリストとして活動を行う。就中1972年から1973年まで、アジェンデ政権下のチリで「社会主義の実験」を報じた。
1970年代半ば、元CIA工作員のフィリップ・アジェらと共同で、CIAの工作員とその犯罪を暴露するプロジェクトをロンドンで立ち上げており、CIAの介入や暗殺計画に多大なる注意を払う事となる。また、ラルフ・ネーダーが大統領選挙に出馬した際、キャンペーンへの支援を行った。
晩年はニューズレター「反帝国主義レポート」を月1回発行。生涯の使命を「終焉には至らないまでも、少なくともアメリカ帝国を減速させる事。少なくとも獣にダメージを与える事。それこそ世界中の災難の原因に他ならない」としていた。

## オサマ・ビンラディンについて
2006年初頭、オサマ・ビンラディンがブルムを引用し、アメリカの全市民はその著書『ならず者国家』を読むべしとのビデオ声明を出すと、メディアの脚光を浴びる事となる。また言及の結果、本の売り上げも大きく増加。この事についてブルムは、次のように述べている。
私は彼（オサマ・ビンラディン）が言ってきた事を知るや、大変驚き衝撃を受けてさえいる。本の売り上げに貢献するだろうとは思っていたので、誰が賞賛しようが構わない。彼が私とアメリカ合衆国の特定の側面に対する嫌悪を共有するのであれば、彼が本を推奨するのを拒絶するつもりはない。

## 死
ブルムは2018年10月にアパート内で怪我をして入院し、同年12月9日に、腎不全のためバージニア州アーリントン郡にて死去した。85歳没。

## 著書
- The CIA: A Forgotten History. Zed Books. 1986年. ISBN 0-86232-480-7。
- Rogue State: A Guide to the World's Only Superpower. Common Courage Press. 2000年. ISBN 1-56751-194-5。
  - 『アメリカの国家犯罪全書』益岡賢（訳）、作品社、2003年4月。ISBN 978-4-87893-545-9。
- West-Bloc Dissident: A Cold War Memoir. Soft Skull Press. 2002年. ISBN 1-56751-306-9。
- Killing Hope: U.S. Military and CIA Interventions Since World War II (revised ed.). Common Courage Press. 2003年. ISBN 1-56751-252-6。
  - 『アメリカ侵略全史――第2次大戦後の米軍・CIAによる軍事介入・政治工作・テロ・暗殺』益岡賢、大矢健、いけだよしこ（訳）、作品社、2018年11月。ISBN 978-4-86182-689-4。
- Freeing the World to Death: Essays on the American Empire. Common Courage Press. 2004年.